# Manchester City FC in het seizoen 2023/24
In het seizoen 2023/2024 komt Manchester City uit in de Engelse Premier League. In dit seizoen zal Manchester City ook weer uitkomen in de FA Cup en de EFL Cup. Manchester City zal ook deelnemen aan de UEFA Champions League. Doordat Manchester City afgelopen seizoen zowel de Premier League als de UEFA Champions League gewonnen heeft, zal de club deelnemen aan de Community Shield, de UEFA Super Cup en de  FIFA Club World Cup.

## Selectie 2023/2024

### Spelers
| Nr.           | Nat.                 | Naam             | Contract tot | Premier League | Premier League | Premier League | FA Cup     | FA Cup     | FA Cup     | League Cup | League Cup | League Cup | UEFA Champions League | UEFA Champions League | UEFA Champions League | Totaal     | Totaal     | Totaal     |
| Nr.           | Nat.                 | Naam             | Contract tot | W              |                | Assist         | W          |            | Assist     | W          |            | Assist     | W                     |                       | Assist                | W          |            | Assist     |
| Doelmannen    | Doelmannen           | Doelmannen       | Doelmannen   | Doelmannen     | Doelmannen     | Doelmannen     | Doelmannen | Doelmannen | Doelmannen | Doelmannen | Doelmannen | Doelmannen | Doelmannen            | Doelmannen            | Doelmannen            | Doelmannen | Doelmannen | Doelmannen |
| ------------- | -------------------- | ---------------- | ------------ | -------------- | -------------- | -------------- | ---------- | ---------- | ---------- | ---------- | ---------- | ---------- | --------------------- | --------------------- | --------------------- | ---------- | ---------- | ---------- |
| 18            | Vlag van Duitsland   | Stefan Ortega    | 2025         | 9              | 0              | 0              | 6          | 0          | 0          | 1          | 0          | 0          | 3                     | 0                     | 0                     | 19         | 0          | 0          |
| 31            | Vlag van Brazilië    | Ederson          | 2026         | 33             | 0              | 0              | 0          | 0          | 0          | 0          | 0          | 0          | 7                     | 0                     | 0                     | 40         | 0          | 0          |
| 33            | Vlag van Engeland    | Scott Carson     | 2024         | 0              | 0              | 0              | 0          | 0          | 0          | 0          | 0          | 0          | 0                     | 0                     | 0                     | 0          | 0          | 0          |
| 88            | Vlag van Engeland    | True Grant       | 2024         | 0              | 0              | 0              | 0          | 0          | 0          | 0          | 0          | 0          | 0                     | 0                     | 0                     | 0          | 0          | 0          |
| Verdedigers   |                      |                  |              |                |                |                |            |            |            |            |            |            |                       |                       |                       |            |            |            |
| 2             | Vlag van Engeland    | Kyle Walker      | 2024         | 32             | 0              | 4              | 5          | 0          | 0          | 0          | 0          | 0          | 6                     | 0                     | 0                     | 43         | 0          | 4          |
| 3             | Vlag van Portugal    | Rúben Dias       | 2027         | 30             | 0              | 0              | 4          | 0          | 1          | 0          | 0          | 0          | 9                     | 0                     | 1                     | 43         | 0          | 2          |
| 5             | Vlag van Engeland    | John Stones      | 2026         | 16             | 1              | 0              | 3          | 0          | 1          | 0          | 0          | 0          | 6                     | 0                     | 1                     | 25         | 1          | 2          |
| 6             | Vlag van Nederland   | Nathan Aké       | 2027         | 29             | 2              | 2              | 4          | 1          | 0          | 1          | 0          | 0          | 7                     | 0                     | 0                     | 41         | 3          | 2          |
| 21            | Vlag van Spanje      | Sergio Gómez     | 2026         | 6              | 0              | 1              | 2          | 0          | 0          | 1          | 0          | 0          | 5                     | 0                     | 0                     | 14         | 0          | 1          |
| 24            | Vlag van Kroatië     | Joško Gvardiol   | 2028         | 28             | 4              | 1              | 4          | 0          | 0          | 1          | 0          | 0          | 6                     | 1                     | 1                     | 39         | 5          | 2          |
| 25            | Vlag van Zwitserland | Manuel Akanji    | 2027         | 30             | 2              | 0              | 5          | 0          | 0          | 1          | 0          | 0          | 8                     | 2                     | 0                     | 44         | 4          | 0          |
| 68            | Vlag van Engeland    | Max Alleyne      | 2024         | 0              | 0              | 0              | 0          | 0          | 0          | 0          | 0          | 0          | 0                     | 0                     | 0                     | 0          | 0          | 0          |
| 82            | Vlag van Engeland    | Rico Lewis       | 2028         | 16             | 2              | 0              | 2          | 0          | 1          | 1          | 0          | 0          | 7                     | 0                     | 3                     | 26         | 2          | 4          |
| Middenvelders |                      |                  |              |                |                |                |            |            |            |            |            |            |                       |                       |                       |            |            |            |
| 8             | Vlag van Kroatië     | Mateo Kovačić    | 2027         | 30             | 1              | 0              | 5          | 1          | 1          | 1          | 0          | 0          | 6                     | 0                     | 0                     | 42         | 2          | 1          |
| 16            | Vlag van Spanje      | Rodri            | 2027         | 34             | 8              | 9              | 4          | 0          | 1          | 0          | 0          | 0          | 8                     | 1                     | 2                     | 46         | 9          | 12         |
| 17            | Vlag van België      | Kevin De Bruyne  | 2025         | 18             | 4              | 10             | 5          | 0          | 5          | 0          | 0          | 0          | 2                     | 2                     | 2                     | 25         | 6          | 17         |
| 20            | Vlag van Portugal    | Bernardo Silva   | 2026         | 33             | 6              | 9              | 5          | 3          | 1          | 0          | 0          | 0          | 8                     | 2                     | 0                     | 46         | 11         | 10         |
| 27            | Vlag van Portugal    | Matheus Nunes    | 2028         | 17             | 0              | 2              | 2          | 0          | 0          | 1          | 0          | 0          | 7                     | 0                     | 1                     | 27         | 0          | 3          |
| 52            | Vlag van Noorwegen   | Oscar Bobb       | 2026         | 14             | 1              | 1              | 5          | 0          | 0          | 1          | 0          | 0          | 4                     | 1                     | 0                     | 24         | 2          | 1          |
| 56            | Vlag van Engeland    | Jacob Wright     | 2024         | 0              | 0              | 0              | 1          | 0          | 0          | 0          | 0          | 0          | 1                     | 0                     | 0                     | 2          | 0          | 0          |
| 76            | Vlag van Spanje      | Mahamadou Susoho | 2024         | 0              | 0              | 0              | 0          | 0          | 0          | 0          | 0          | 0          | 1                     | 0                     | 0                     | 1          | 0          | 0          |
| Aanvallers    |                      |                  |              |                |                |                |            |            |            |            |            |            |                       |                       |                       |            |            |            |
| 9             | Vlag van Noorwegen   | Erling Haaland   | 2027         | 31             | 27             | 5              | 3          | 5          | 0          | 0          | 0          | 0          | 9                     | 6                     | 1                     | 43         | 38         | 6          |
| 10            | Vlag van Engeland    | Jack Grealish    | 2027         | 20             | 3              | 1              | 3          | 0          | 0          | 1          | 0          | 0          | 8                     | 0                     | 2                     | 32         | 3          | 3          |
| 11            | Vlag van België      | Jérémy Doku      | 2028         | 29             | 3              | 8              | 6          | 2          | 0          | 1          | 0          | 0          | 7                     | 1                     | 1                     | 43         | 6          | 9          |
| 19            | Vlag van Argentinië  | Julián Álvarez   | 2028         | 36             | 11             | 9              | 6          | 1          | 1          | 1          | 0          | 0          | 7                     | 5                     | 2                     | 50         | 17         | 12         |
| 47            | Vlag van Engeland    | Phil Foden       | 2027         | 35             | 19             | 8              | 5          | 2          | 1          | 1          | 0          | 0          | 8                     | 5                     | 3                     | 49         | 26         | 12         |
| 92            | Vlag van Engeland    | Micah Hamilton   | 2024         | 0              | 0              | 0              | 1          | 0          | 0          | 0          | 0          | 0          | 2                     | 1                     | 0                     | 3          | 1          | 0          |

Laatst bijgewerkt op 25 mei 2024

## Transfers

### Zomer

#### Aangetrokken 2023/24
| Nat. | Naam                  | Van                     | Bijzonderheden |
| ---- | --------------------- | ----------------------- | -------------- |
| CRO  | Joško Gvardiol        | RB Leipzig              | € 90.000.000   |
| POR  | Matheus Nunes         | Wovlerhampton Wanderers | € 62.000.000   |
| BEL  | Jérémy Doku           | Stade Rennes            | € 60.000.000   |
| CRO  | Mateo Kovačić         | Chelsea                 | € 29.100.000   |
| ENG  | James McAtee          | Manchester City O21     |                |
| ENG  | Tommy Doyle           | Manchester City O21     |                |
| POR  | João Cancelo          | Bayern München          | Was verhuurd   |
| ENG  | Taylor Harwood-Bellis | Burnley                 | Was verhuurd   |
| USA  | Zach Steffen          | Middlesbrough           | Was verhuurd   |
| BUR  | Issa Kaboré           | Marseille               | Was verhuurd   |
| vEN  | Yangel Herrera        | Girona                  | Was verhuurd   |
| ARG  | Nahuel Bustos         | CA Talleres             | Was verhuurd   |

#### Vertrokken 2023/24
| Nat. | Naam                  | Naar                    | Bijzonderheden |
| ---- | --------------------- | ----------------------- | -------------- |
| ENG  | Cole Palmer           | Chelsea                 | € 47.000.000   |
| ALG  | Riyad Mahrez          | Al-Ahli                 | € 35.000.000   |
| ESP  | Aymeric Laporte       | Al-Nassr                | € 27.500.000   |
| VEN  | Yangel Herrera        | Girona                  | € 5.000.000    |
| ARG  | Nahuel Bustos         | CA Talleres             | Transfervrij   |
| GER  | İlkay Gündoğan        | FC Barcelona            | Transfervrij   |
| FRA  | Benjamin Mendy        | FC Lorient              | Transfervrij   |
| POR  | João Cancelo          | FC Barcelona            | Verhuurd       |
| ENG  | Taylor Harwood-Bellis | Southampton             | Verhuurd       |
| ENG  | James McAtee          | Sheffield United        | Verhuurd       |
| ARG  | Máximo Perrone        | UD Las Palmas           | Verhuurd       |
| BUR  | Issa Kaboré           | Luton Town              | Verhuurd       |
| ENG  | Tommy Doyle           | Wolverhampton Wanderers | Verhuurd       |
| ENG  | Josh Wilson-Esbrand   | Stade Reims             | Verhuurd       |
| SRB  | Slobodan Tedić        | Charlton Athletic       | Verhuurd       |

### Winter

#### Aangetrokken 2023/24
| Nat. | Naam                | Van               | Bijzonderheden |
| ---- | ------------------- | ----------------- | -------------- |
| ARG  | Claudio Echeverri   | River Plate       | € 14.500.000   |
| ENG  | Josh Wilson-Esbrand | Stade Reims       | Was verhuurd   |
| SRB  | Slobodan Tedić      | Charlton Athletic | Was verhuurd   |

#### Vertrokken 2023/24
| Nat. | Naam                | Naar            | Bijzonderheden |
| ---- | ------------------- | --------------- | -------------- |
| VEN  | Nahuel Ferraresi    | São Paulo       | € 4.300.000    |
| USA  | Zach Steffen        | Colorado Rapids | Transfervrij   |
| SRB  | Slobodan Tedić      | Čukarički       | Transfervrij   |
| ENG  | Kalvin Phillips     | West Ham United | Verhuurd       |
| ENG  | Josh Wilson-Esbrand | Cardiff City    | Verhuurd       |
| ARG  | Claudio Echeverri   | River Plate     | Verhuurd       |

## Wedstrijden

### Oefenwedstrijden
| Datum      | Wedstrijd                             | Uitslag |
| ---------- | ------------------------------------- | ------- |
| 23-07-2023 | Yokohama F. Marinos – Manchester City | 3 – 5   |
| 26-07-2023 | Bayern München – Manchester City      | 1 – 2   |
| 30-07-2023 | Manchester City – Atlético Madrid     | 1 – 2   |

### Premier League
| №  | Datum      | Wedstrijd                                 | Uitslag |
| -- | ---------- | ----------------------------------------- | ------- |
| 1  | 11-08-2023 | Burnley – Manchester City                 | 0 – 3   |
| 2  | 19-08-2023 | Manchester City – Newcastle United        | 1 – 0   |
| 3  | 27-08-2023 | Sheffield United – Manchester City        | 1 – 2   |
| 4  | 02-09-2023 | Manchester City – Fulham                  | 5 – 1   |
| 5  | 16-09-2023 | West Ham United – Manchester City         | 1 – 3   |
| 6  | 23-09-2023 | Manchester City – Nottingham Forest       | 2 – 0   |
| 7  | 30-09-2023 | Wolverhampton Wanderers – Manchester City | 2 – 1   |
| 8  | 08-10-2023 | Arsenal – Manchester City                 | 1 – 0   |
| 9  | 21-10-2023 | Manchester City – Brighton & Hove Albion  | 2 – 1   |
| 10 | 29-10-2023 | Manchester United – Manchester City       | 0 – 3   |
| 11 | 04-11-2023 | Manchester City – Bournemouth             | 6 – 1   |
| 12 | 12-11-2023 | Chelsea – Manchester City                 | 4 – 4   |
| 13 | 25-11-2023 | Manchester City – Liverpool               | 1 – 1   |
| 14 | 03-12-2023 | Manchester City – Tottenham Hotspur       | 3 – 3   |
| 15 | 06-12-2023 | Aston Villa – Manchester City             | 1 – 0   |
| 16 | 10-12-2023 | Luton Town – Manchester City              | 1 – 2   |
| 17 | 16-12-2023 | Manchester City – Crystal Palace          | 2 – 2   |
| 18 | 27-12-2023 | Everton – Manchester City                 | 1 – 3   |
| 19 | 30-12-2023 | Manchester City – Sheffield United        | 2 – 0   |
| 20 | 13-01-2024 | Newcastle United – Manchester City        | 2 – 3   |
| 21 | 31-01-2024 | Manchester City – Burnley                 | 3 – 1   |
| 22 | 05-02-2024 | Brentford – Manchester City               | 1 – 3   |
| 23 | 10-02-2024 | Manchester City – Everton                 | 2 – 0   |
| 24 | 17-02-2024 | Manchester City – Chelsea                 | 1 – 1   |
| 25 | 20-02-2024 | Manchester City – Brentford               | 1 – 0   |
| 26 | 24-02-2024 | Bournemouth – Manchester City             | 0 – 1   |
| 27 | 02-03-2024 | Manchester City – Manchester United       | 3 – 1   |
| 28 | 10-03-2024 | Liverpool – Manchester City               | 1 – 1   |
| 30 | 31-03-2024 | Manchester City – Arsenal                 | 0 – 0   |
| 31 | 03-04-2024 | Manchester City – Aston Villa             | 4 – 1   |
| 32 | 06-04-2024 | Crystal Palace – Manchester City          | 2 – 4   |
| 33 | 13-04-2024 | Manchester City – Luton Town              | 5 – 1   |
| 29 | 25-04-2024 | Brighton & Hove Albion – Manchester City  | 0 – 4   |
| 35 | 28-04-2024 | Nottingham Forest – Manchester City       | 0 – 2   |
| 36 | 04-05-2024 | Manchester City – Wolverhampton Wanderers | 5 – 1   |
| 37 | 11-05-2024 | Fulham – Manchester City                  | 0 – 4   |
| 34 | 14-05-2024 | Tottenham Hotspur – Manchester City       | 0 – 2   |
| 38 | 19-05-2024 | Manchester City – West Ham United         | 3 – 1   |

### FA Cup
| Ronde        | Datum      | Wedstrijd                           | Uitslag |
| ------------ | ---------- | ----------------------------------- | ------- |
| Derde ronde  | 06-01-2024 | Manchester City – Huddersfield Town | 5 – 0   |
| Vierde ronde | 26-01-2024 | Tottenham Hotspur – Manchester City | 0 – 1   |
| Laatste 16   | 27-02-2024 | Luton Town – Manchester City        | 2 – 6   |
| Kwartfinale  | 16-03-2024 | Manchester City – Newcastle United  | 2 – 0   |
| Halve finale | 20-04-2024 | Manchester City – Chelsea           | 1 – 0   |
| Finale       | 25-05-2024 | Manchester City – Manchester United | 1 – 2   |

### League Cup
| Ronde       | Datum      | Wedstrijd                          | Uitslag |       |
| ----------- | ---------- | ---------------------------------- | ------- | ----- |
| Derde ronde | 27-09-2023 | Newcastle United – Manchester City | 1 – 0   | 1 – 0 |

### Community Shield
| Ronde  | Datum      | Wedstrijd                 | Uitslag            | Totaal             |
| ------ | ---------- | ------------------------- | ------------------ | ------------------ |
| Finale | 06-08-2023 | Manchester City – Arsenal | 1 – 1 (1 – 4 n.s.) | 1 – 1 (1 – 4 n.s.) |

### UEFA Champions League
| Ronde       | Wedstrijd | Datum      | Wedstrijd                            | Uitslag | Totaal             |
| ----------- | --------- | ---------- | ------------------------------------ | ------- | ------------------ |
| Groepsfase  | 1         | 19-09-2023 | Manchester City – Rode Ster Belgrado | 3 – 1   | 1e                 |
| Groepsfase  | 2         | 04-10-2023 | RB Leipzig – Manchester City         | 1 – 3   | 1e                 |
| Groepsfase  | 3         | 25-10-2023 | BSC Young Boys – Manchester City     | 1 – 3   | 1e                 |
| Groepsfase  | 4         | 07-11-2023 | Manchester City – BSC Young Boys     | 3 – 0   | 1e                 |
| Groepsfase  | 5         | 28-11-2023 | Manchester City – RB Leipzig         | 3 – 2   | 1e                 |
| Groepsfase  | 6         | 13-12-2023 | Rode Ster Belgrado – Manchester City | 2 – 3   | 1e                 |
| Laatste 16  | 1         | 13-02-2024 | FC Kopenhagen – Manchester City      | 1 – 3   | 2 – 6              |
| Laatste 16  | 2         | 06-03-2024 | Manchester City – FC Kopenhagen      | 3 – 1   | 2 – 6              |
| Kwartfinale | 1         | 09-04-2024 | Real Madrid – Manchester City        | 3 – 3   | 4 – 4 (3 – 4 n.s.) |
| Kwartfinale | 2         | 17-04-2024 | Manchester City – Real Madrid        | 1 – 1   | 4 – 4 (3 – 4 n.s.) |

### UEFA Super Cup
| Ronde  | Datum      | Wedstrijd                 | Uitslag            | Totaal             |
| ------ | ---------- | ------------------------- | ------------------ | ------------------ |
| Finale | 16-08-2023 | Manchester City – Sevilla | 1 – 1 (5 – 4 n.s.) | 1 – 1 (5 – 4 n.s.) |

### FIFA Club World  Cup
| Ronde        | Datum      | Wedstrijd                            | Uitslag |
| ------------ | ---------- | ------------------------------------ | ------- |
| Halve finale | 19-12-2023 | Urawa Red Diamonds – Manchester City | 0 – 3   |
| Finale       | 22-12-2023 | Manchester City – Fluminense         | 4 – 0   |

## Statistieken

### Tussenstand in Engelse Premier League
| Stand | Gespeeld | Gewonnen | Gelijk | Verloren | Punten | Doelpunten voor | Doelpunten tegen | Gele kaarten | Twee gele kaarten | Rode kaarten |
| ----- | -------- | -------- | ------ | -------- | ------ | --------------- | ---------------- | ------------ | ----------------- | ------------ |
| 1e    | 38       | 28       | 7      | 3        | 91     | 96              | 34               | 51           | 1                 | 1            |

### Punten, stand en doelpunten per speelronde
| Speelronde                            | 1  | 2  | 3  | 4  | 5   | 6   | 7   | 8   | 9   | 10  | 11  | 12  | 13  | 14  | 15  | 16  | 17  | 18  | 19  | 20  | 21  | 22  | 23  | 24  | 25  | 26  | 27  | 28  | 29  | 30  | 31  | 32  | 33  | 34  | 35  | 36  | 37  | 38  | Totaal |
| ------------------------------------- | -- | -- | -- | -- | --- | --- | --- | --- | --- | --- | --- | --- | --- | --- | --- | --- | --- | --- | --- | --- | --- | --- | --- | --- | --- | --- | --- | --- | --- | --- | --- | --- | --- | --- | --- | --- | --- | --- | ------ |
| Aantal punten per speelronde          | 3  | 3  | 3  | 3  | 3   | 3   | 0   | 0   | 3   | 3   | 3   | 1   | 1   | 1   | 0   | 3   | 1   | 3   | 3   | 3   | 3   | 3   | 3   | 1   | 3   | 3   | 3   | 1   | 1   | 3   | 3   | 3   | 3   | 3   | 3   | 3   | 3   | 3   | 91     |
| Aantal punten na speelronde           | 3  | 6  | 9  | 12 | 15  | 18  | 18  | 18  | 21  | 24  | 27  | 28  | 29  | 30  | 30  | 33  | 34  | 37  | 40  | 43  | 46  | 49  | 52  | 53  | 56  | 59  | 62  | 63  | 64  | 67  | 70  | 73  | 76  | 79  | 82  | 85  | 88  | 91  | 91     |
| Stand na speelronde                   | 3e | 2e | 1e | 1e | 1e  | 1e  | 1e  | 3e  | 3e  | 3e  | 1e  | 1e  | 2e  | 3e  | 4e  | 4e  | 4e  | 4e  | 3e  | 2e  | 2e  | 2e  | 2e  | 3e  | 2e  | 2e  | 2e  | 3e  | 2e  | 2e  | 2e  | 2e  | 1e  | 1e  | 1e  | 1e  | 1e  | 1e  | 1e     |
| Aantal doelpunten per speelronde      | 3  | 1  | 2  | 5  | 3   | 2   | 1   | 0   | 2   | 3   | 6   | 4   | 1   | 3   | 0   | 2   | 2   | 3   | 2   | 3   | 3   | 3   | 2   | 1   | 1   | 1   | 3   | 1   | 0   | 4   | 4   | 5   | 4   | 2   | 5   | 4   | 2   | 3   | 96     |
| Aantal tegendoelpunten per speelronde | 0  | 0  | 1  | 1  | 1   | 0   | 2   | 1   | 1   | 0   | 1   | 4   | 1   | 3   | 1   | 1   | 2   | 1   | 0   | 2   | 1   | 1   | 0   | 1   | 0   | 0   | 1   | 1   | 0   | 1   | 2   | 1   | 0   | 0   | 1   | 0   | 0   | 1   | 34     |
| Doelsaldo na speelronde               | +3 | +4 | +5 | +9 | +11 | +13 | +12 | +11 | +12 | +15 | +20 | +20 | +20 | +20 | +19 | +20 | +20 | +22 | +24 | +25 | +27 | +29 | +31 | +31 | +32 | +33 | +35 | +35 | +35 | +38 | +40 | +44 | +48 | +50 | +54 | +58 | +60 | +62 | +62    |

### Topscorers
| Nr.                           | Naam                          | Goal |
| ----------------------------- | ----------------------------- | ---- |
| 1.                            | Erling Haaland                | 27   |
| 2.                            | Phil Foden                    | 19   |
| 3.                            | Julián Álvarez                | 11   |
| 4.                            | Rodri                         | 8    |
| 5.                            | Bernardo Silva                | 6    |
| 6.                            | Kevin De Bruyne               | 4    |
| 6.                            | Joško Gvardiol                | 4    |
| 7.                            | Jérémy Doku                   | 3    |
| 7.                            | Jack Grealish                 | 3    |
| 8.                            | Manuel Akanji                 | 2    |
| 8.                            | Nathan Aké                    | 2    |
| 9.                            | Rico Lewis                    | 2    |
| 9.                            | Oscar Bobb                    | 1    |
| 9.                            | Mateo Kovačić                 | 1    |
| 9.                            | John Stones                   | 1    |
| Eigen doelpunten tegenstander | Eigen doelpunten tegenstander | 2    |
| Totaal                        | Totaal                        | 96   |

| Nr.                           | Naam                          | Goal |
| ----------------------------- | ----------------------------- | ---- |
| 1.                            | Erling Haaland                | 5    |
| 2.                            | Bernardo Silva                | 3    |
| 3.                            | Jérémy Doku                   | 2    |
| 3.                            | Phil Foden                    | 2    |
| 4.                            | Nathan Aké                    | 1    |
| 4.                            | Julián Álvarez                | 1    |
| 4.                            | Mateo Kovačić                 | 1    |
| Eigen doelpunten tegenstander | Eigen doelpunten tegenstander | 1    |
| Totaal                        | Totaal                        | 16   |

| Nr.                           | Naam                          | Goal |
| ----------------------------- | ----------------------------- | ---- |
| 1.                            | Geen                          |      |
| Eigen doelpunten tegenstander | Eigen doelpunten tegenstander | 0    |
| Totaal                        | Totaal                        | 0    |

| Nr.                           | Naam                          | Goal |
| ----------------------------- | ----------------------------- | ---- |
| 1.                            | Erling Haaland                | 6    |
| 2.                            | Julián Álvarez                | 5    |
| 2.                            | Phil Foden                    | 5    |
| 3.                            | Manuel Akanji                 | 2    |
| 3.                            | Kevin De Bruyne               | 2    |
| 3.                            | Bernardo Silva                | 2    |
| 4.                            | Oscar Bobb                    | 1    |
| 4.                            | Jérémy Doku                   | 1    |
| 4.                            | Joško Gvardiol                | 1    |
| 4.                            | Micah Hamilton                | 1    |
| 4.                            | Kalvin Phillips               | 1    |
| 4.                            | Rodri                         | 1    |
| Eigen doelpunten tegenstander | Eigen doelpunten tegenstander | 0    |
| Totaal                        | Totaal                        | 28   |

| Nr.                           | Naam                          | Goal |
| ----------------------------- | ----------------------------- | ---- |
| 1.                            | Cole Palmer                   | 1    |
| Eigen doelpunten tegenstander | Eigen doelpunten tegenstander | 0    |
| Totaal                        | Totaal                        | 1    |

| Nr.                           | Naam                          | Goal |
| ----------------------------- | ----------------------------- | ---- |
| 1.                            | Cole Palmer                   | 1    |
| Eigen doelpunten tegenstander | Eigen doelpunten tegenstander | 0    |
| Totaal                        | Totaal                        | 1    |

| Nr.                           | Naam                          | Goal |
| ----------------------------- | ----------------------------- | ---- |
| 1.                            | Julián Álvarez                | 2    |
| 2.                            | Phil Foden                    | 1    |
| 2.                            | Mateo Kovačić                 | 1    |
| 2.                            | Bernardo Silva                | 1    |
| Eigen doelpunten tegenstander | Eigen doelpunten tegenstander | 2    |
| Totaal                        | Totaal                        | 7    |

Gedurende het seizoen verkocht of verhuurd

### Assists
| Nr.    | Naam            | Assist |
| ------ | --------------- | ------ |
| 1.     | Kevin De Bruyne | 10     |
| 2.     | Julián Álvarez  | 9      |
| 2.     | Rodri           | 9      |
| 2.     | Bernardo Silva  | 9      |
| 3.     | Phil Foden      | 8      |
| 3.     | Jérémy Doku     | 8      |
| 4.     | Erling Haaland  | 5      |
| 5.     | Kyle Walker     | 4      |
| 6.     | Nathan Aké      | 2      |
| 6.     | Matheus Nunes   | 2      |
| 7.     | Oscar Bobb      | 1      |
| 7.     | Sergio Gómez    | 1      |
| 7.     | Jack Grealish   | 1      |
| 7.     | Joško Gvardiol  | 1      |
| Totaal | Totaal          | 70     |

| Nr.    | Naam            | Assist |
| ------ | --------------- | ------ |
| 1.     | Kevin De Bruyne | 5      |
| 2.     | Julián Álvarez  | 1      |
| 2.     | Rúben Dias      | 1      |
| 2.     | Phil Foden      | 1      |
| 2.     | Mateo Kovačić   | 1      |
| 2.     | Rico Lewis      | 1      |
| 2.     | Rodri           | 1      |
| 2.     | Bernardo Silva  | 1      |
| 2.     | John Stones     | 1      |
| Totaal | Totaal          | 13     |

| Nr.    | Naam   | Assist |
| ------ | ------ | ------ |
| 1.     | Geen   |        |
| Totaal | Totaal | 0      |

| Nr.    | Naam            | Assist |
| ------ | --------------- | ------ |
| 1.     | Phil Foden      | 3      |
| 1.     | Rico Lewis      | 3      |
| 2.     | Julián Álvarez  | 2      |
| 2.     | Kevin De Bruyne | 2      |
| 2.     | Jack Grealish   | 2      |
| 2.     | Rodri           | 2      |
| 3.     | Rúben Dias      | 1      |
| 3.     | Jérémy Doku     | 1      |
| 3.     | Joško Gvardiol  | 1      |
| 3.     | Erling Haaland  | 1      |
| 3.     | Matheus Nunes   | 1      |
| 3.     | John Stones     | 1      |
| Totaal | Totaal          | 20     |

| Nr.    | Naam            | Goal |
| ------ | --------------- | ---- |
| 1.     | Kevin De Bruyne | 1    |
| Totaal | Totaal          | 1    |

| Nr.    | Naam   | Goal |
| ------ | ------ | ---- |
| 1.     | Rodri  | 1    |
| Totaal | Totaal | 1    |

| Nr.    | Naam           | Goal |
| ------ | -------------- | ---- |
| 1.     | Julián Álvarez | 1    |
| 1.     | Matheus Nunes  | 1    |
| 1.     | Kyle Walker    | 1    |
| Totaal | Totaal         | 3    |

Gedurende het seizoen verkocht of verhuurd
2014/15 · 
2015/16 · 
2016/17 · 
2017/18 · 
2018/19 ·
2019/20 ·
2020/21 ·
2021/22 ·
2022/23 · 2023/24 · 2024/25